# 우라사키촌
우라사키촌(浦崎村)은 히로시마현 누마쿠마군에 있던 촌이다. 현재의 오노미치시 우라사키정에 해당한다

## 참고문헌
- 가도카와 일본 지명 대사전 34 広島県
- 『市町村名変遷辞典』東京堂出版、1990年。